# ナスタージョ・デリ・オネスティの物語、第一話
『ナスタージョ・デリ・オネスティの物語、第一話』（ナスタージョ・デリ・オネスティのものがたり、だいいちわ、西: La Historia de Nastagio degli Onesti (primer episodio)、英: The Story of Nastagio degli Onesti, part one）は、イタリア初期ルネサンス絵画の巨匠サンドロ・ボッティチェッリが1483年に板上にテンペラで描いた絵画である。本作は4点の連作のうちの『第一話』で、元来4点はフィレンツェのプッチ家のコレクションにあった。1868年、この連作は売却され、何人かの所有者を経た後、『第四話』(プッチ宮、フィレンツェ) を除く3点はスペインのフランシスコ・カンボー (Francisco de Asís Cambó Batlle) 氏のコレクションに入った。3点は氏の寄贈で1941年にマドリードのプラド美術館に寄贈され、現在、プラド美術館に展示されている。

## 背景
本作は、1483年にアントニオ・プッチ (Antonio Pucci) が息子ジャンノッツォ (Giannozzo) とルクレツィア・ビーニ (Lucrezia Bini) との結婚式の際に依頼した4点の連作のうちの1点で、2人の結婚式場の装飾用に描かれた。
研究者は、この連作の全体の意匠と何人かの人物像をボッティチェッリに帰属しているが、画家としての絶頂期にあったボッティチェッリは多忙を極めていたため、制作には助手のバルトロメオ・ディ・ジョヴァンニとヤコポ・デル・セッライオの手が入っているとみている。特に最初の3枚はバルトロメオ・ディ・ジョヴァンニ、4枚目はヤコポ・デル・セッライオに委ねられた。
これらの絵画は、1868年に売却されるまでフィレンツェのプッチ宮にあった。上述のように最初の3点は現在プラド美術館にあり、最後の1点はイギリス、オックスフォードシャーのチャールベリーにあるワトニー・コレクションにしばらく所蔵された後、今は元の場所プッチ宮にある。

## 作品

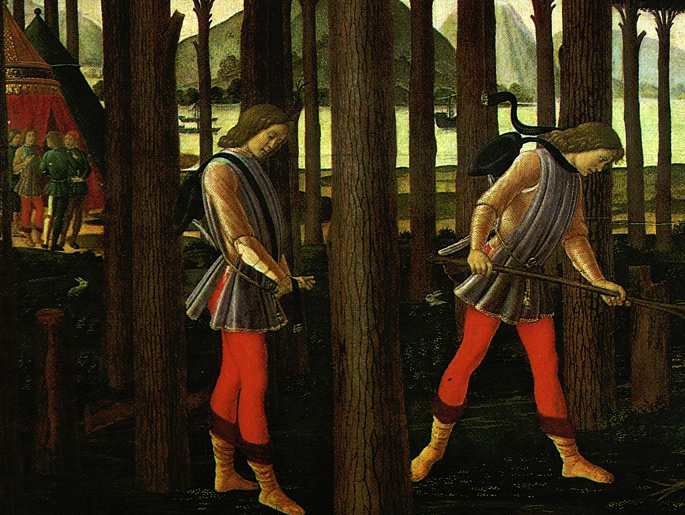
部分

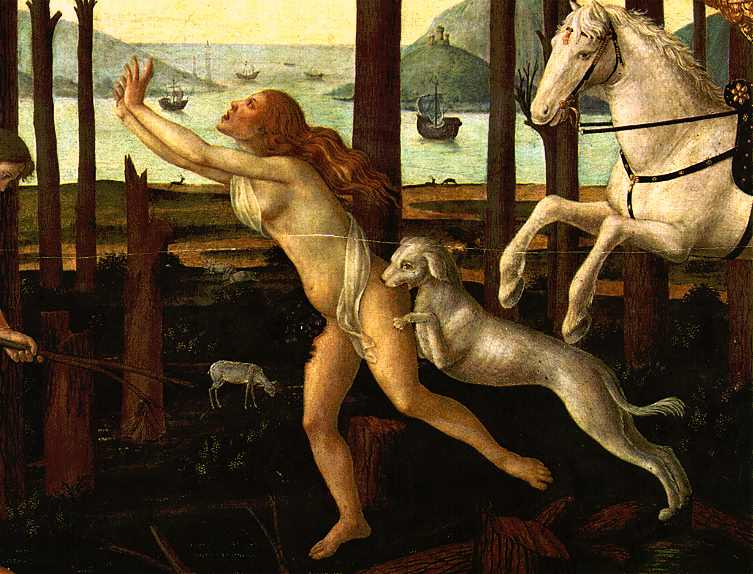
部分

ラヴェンナの貴族である『ナスタージョ・デリ・オネスティの物語』は、ジョヴァンニ・ボッカッチョによる『デカメロン』の5日目の8番目の物語である。このテーマは、恋愛のハッピーエンディングのために選択された。パオロ・トラヴェルサーリ (Paolo Traversari) の娘はナスタージョの求愛を拒否するが、別の女性が恋人に対する同じ冷酷さの罪によって地獄の刑罰を受けるのを目撃した後、気が変わり、ナスタージョと結婚式を挙げる。
物語の第一話のエピソードは、物語が展開する町ラヴェンナ周辺の松林を舞台にしている。ナスタージョは、自分の片思いの恋愛に失望して町を去る。画面中景の左端には、赤いテントの中にいるナスタジージョが友人からしばらく町を離れるように勧められているのが見られる。次にナスタージョは画面前景左側にクローズ・アップで現れ、一人で悲しみつつ森を彷徨っている。彼はその右側で再登場して、馬上で剣を持ち、金色の鎧を纏っている騎士と犬に追われている半裸の女性に遭遇する。ナスタージョは女性を助けようと棒を持って、彼女を噛もうとしている犬を追い払おうとするが、犬は彼女に追いつき、横腹に噛みついて倒してしまう。
場面には強い物語的特徴がある。一つの画面内に連続する場面が表わされており、典型的に中世後期の手法である「異時同図」（ナスタージョの3つの姿）で描かれている。高い直立した木の幹が背景の水平線をなす海景と組み合わさって一種の格子を形成し、顕著な奥行きの効果をもたらしている。ほっそりとして、正装している人物の優雅さと、人や動物の優美な仕草を組み合わせて、ドラマは寓話と現実の魔術的均衡を実現している。
続く『第二話』で、ナスタージョは、女性が犬に内臓を食われた後、生き返り、ふたたび騎士と犬に追われるのを目撃する。『第三話』では、ナスタージョはトラヴェルサーリの娘の気持ちを自分になびかせようと、この騎士に追われる女性の幻影を見せる。『第四話』で、トラヴェルサーリの娘は気持ちを変え、ナスタージョと結婚する。

## ギャラリー

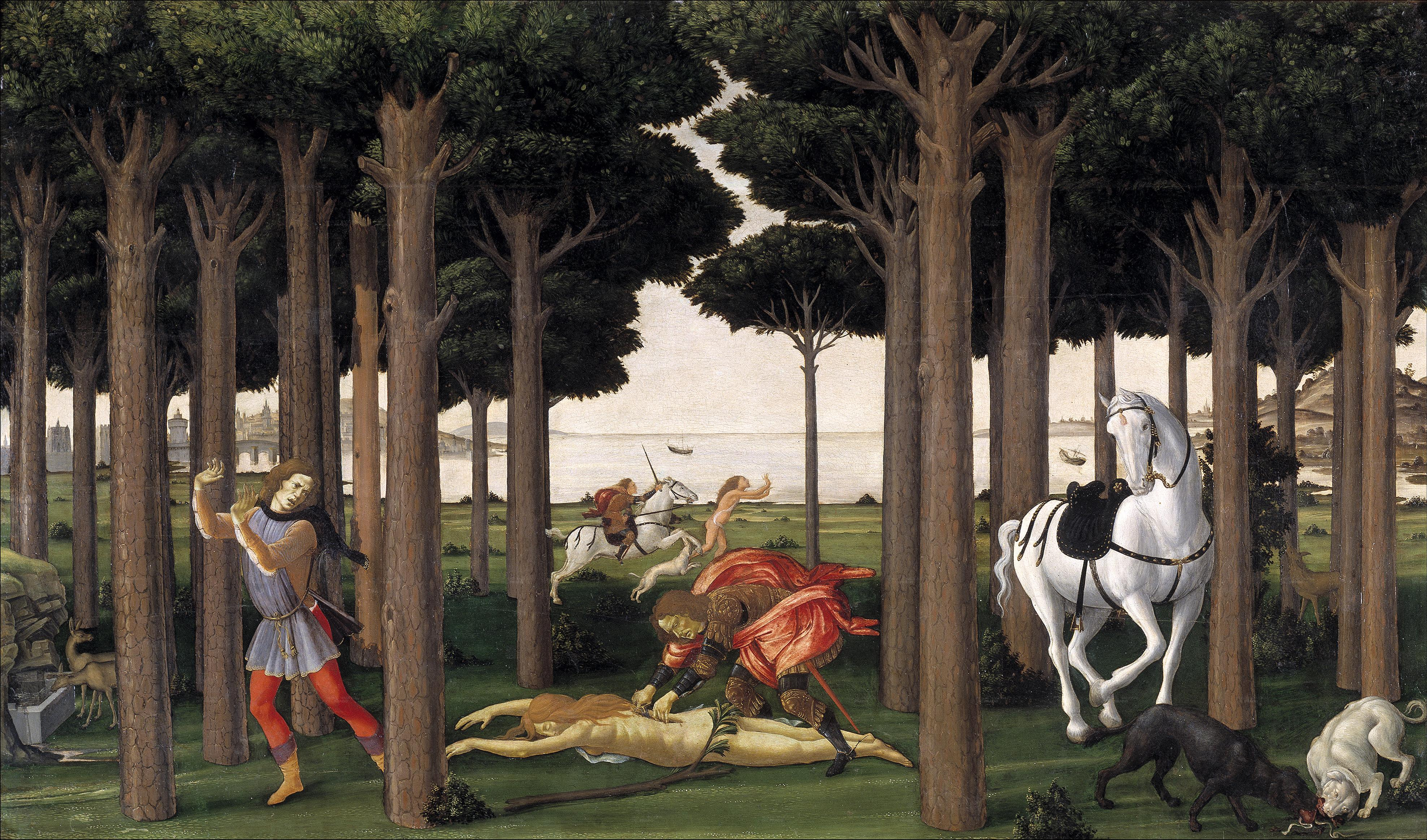
『ナスタージョ・デリ・オネスティの物語、第二話』、プラド美術館
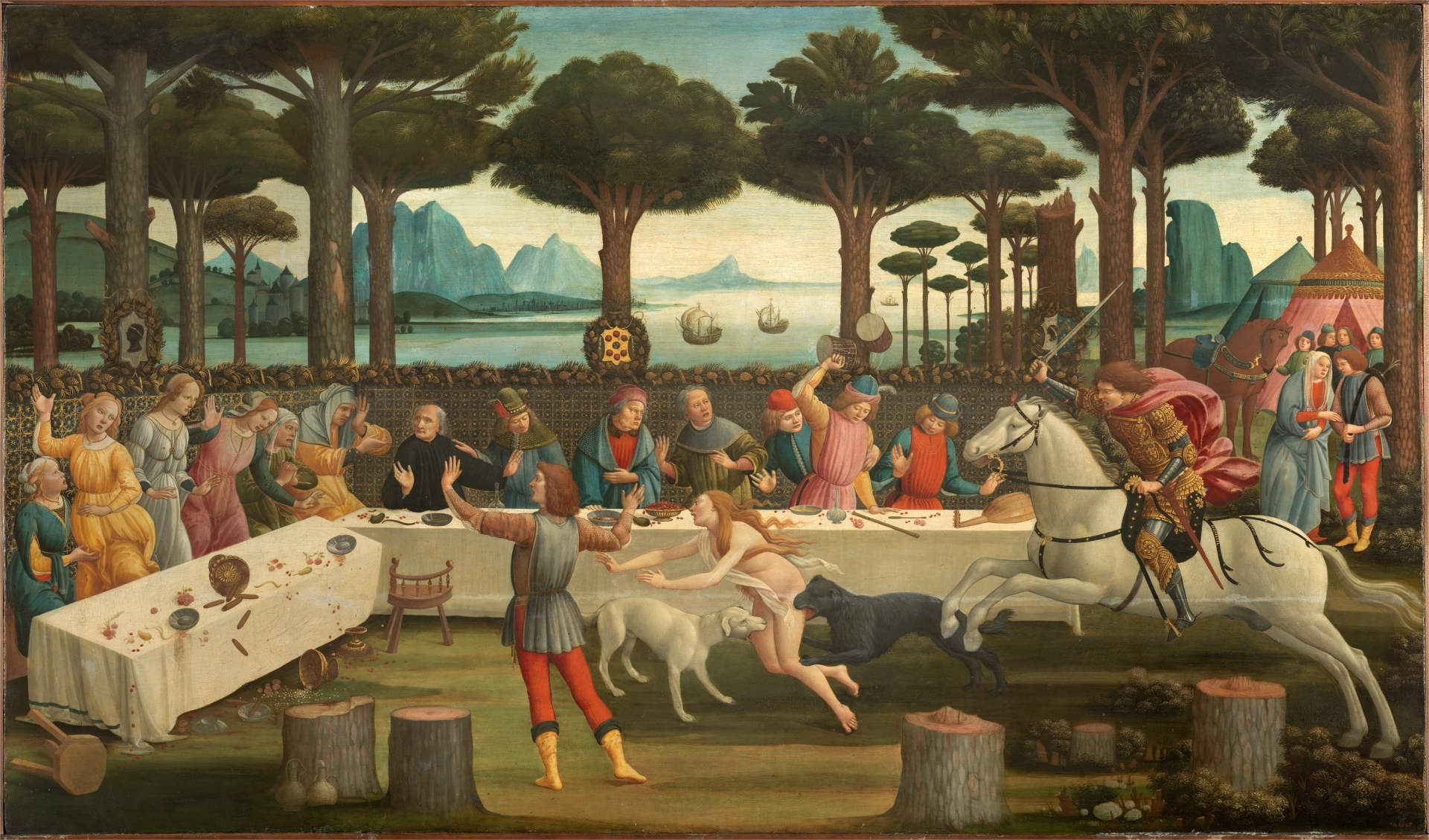
『ナスタージョ・デリ・オネスティの物語、第三話』、プラド美術館
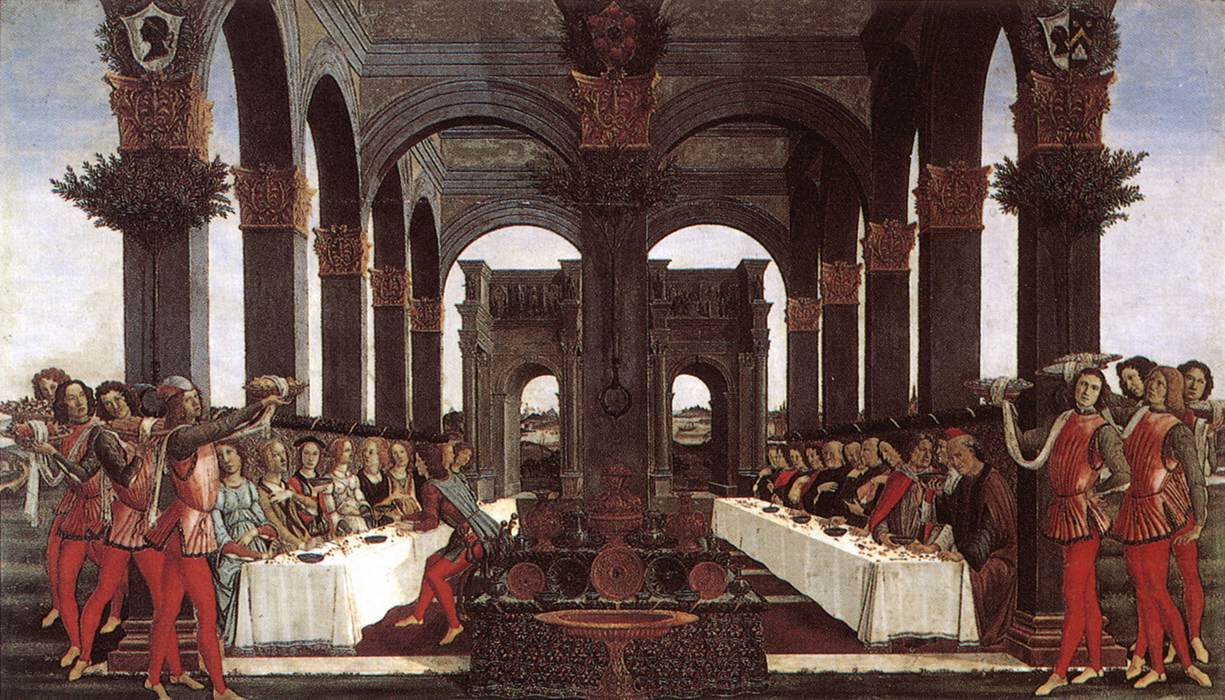
『ナスタージョ・デリ・オネスティの物語、第四話（イタリア語版）』、プッチ宮 (フィレンツェ)